# Американска футболна конференция
Американската футболна конференция (АФК) (на английски: American Football Conference) е една от двете конференции, съставящи Националната футболна лига (НФЛ). Другата е Националната футболна конференция. Състои се от 16 отбора, разпределени в 4 дивизии – Източна, Северна, Южна и Западна.

## История
АФК е създадена през 1970 при обединението на Националната футболна лига и Американската футболна лига (АФЛ).
Първоначално съдържа всички 10 отбора от АФЛ плюс Кливлънд Браунс, Питсбърг Стийлърс и Балтимор Колтс от НФЛ, за да може броя на отборите в двете конференции да е равен. Създадени са 3 дивизии – Източна, Централна и Западна.
През 1976 Тампа Бей Бъканиърс се присъединяват, но са заменени една година по-късно от Сиатъл Сийхоукс. Джексънвил Джагуарс са добавени през 1995, а една година по-късно – и Балтимор Рейвънс. През 2002 Хюстън Тексънс се присъединяват към АФК, а Сийхоукс са преместени в НФК. Същата година е извършено и преструктуриране, дивизиите са увеличени на четири и конференцията добива днешния си вид.
Питсбърг Стийлърс са печелили май-много пъти АФК – 8, а веднага след тях са Ню Инглънд Пейтриътс със 7.
Отборите от АФК са спечелили 22 пъти Супербоул, а отборите от НФК – 25.

## Структура на сезона
В редовния сезон всеки отбор играе по 16 мача. 6 от тях са срещу отборите от неговата дивизия – по два мача срещу отбор на разменено домакинство. Останалите 10 мача варират според сезона, като 6 са срещу отбори от АФК, а 4 – срещу отбори от НФК.
След края на редовния сезон шестте най-добри отбора в АФК участват в плейофи – четирите шампиони на дивизиите плюс още два отбора с най-добри показатели (т.н. уайлд кард отбори). Шампионът на АФК печели трофея Ламар Хънт и участва в Супербоул срещу шампиона на НФК.

## Лого
Оригиналното лого на AФК, използвано от 1970 до 2009 представлява оцветена в червено буква 'A' с шест звезди около нея и е заимствано от логото на АФЛ. През 2010 логото е променено – звездите са знамалени на четири (символизиращи четирите дивизии на конференцията) и са поставени върху буквата. 